# 猫耳FM
猫耳FM（MissEvan，M站）是哔哩哔哩旗下的一个定位于二次元爱好者的弹幕音频网站，内容以女性向作品为主，用户生成内容与专业生产内容皆有。

## 历史
2010年7月12日，邵博创建了MissEvan，最初是以搜集包括日本声优在内的动漫资讯及相关音频为主，同时还建立了基于日本动画《无头骑士异闻录》的BBS社区，但后被2016年开始公测的音频直播间功能所取代。2014年开始商业化，才跟bilibili一样将弹幕模式引入到音频当中，音频上传范围也逐渐扩大到国产的动漫同人配音、有声漫画和ACG音乐等。
2015年年底，MissEvan获得了富春通讯和哔哩哔哩的1400万元Pre-A轮融资。2017年，M站获得了IDG、零一资本与明势资本的A轮数千万元投资。
2017年9月，MissEvan将中文名定为猫耳FM，将业务重点放在广播剧上。次年11月，36氪报道称，哔哩哔哩已以约5-10亿人民币的价格全资收购M站。
2020年前后，为了能静心地对猫耳FM进行广播剧商业化运营，关闭了原有的新闻情报站。